# Schklo
Schklo (ukrainisch und russisch Шкло; polnisch Szkło) ist eine Siedlung städtischen Typs im Rajon Jaworiw der Oblast Lwiw im Westen der Ukraine.

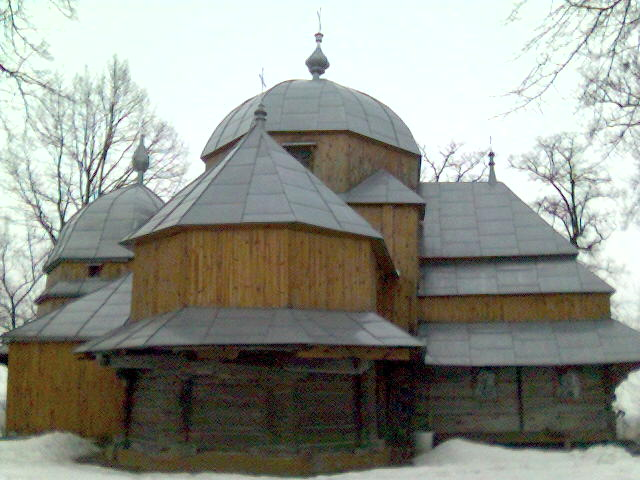
Holzkirche im Ort

Die Siedlung ist etwa 50 Kilometer nordwestlich von Lemberg und etwa 10 Kilometer östlich der Rajonshauptstadt Jaworiw am Flüsschen Schklo gelegen. Zur Siedlungsratsgemeinde zählten  neben Schklo auch die zwei Dörfer Solyhy (Солиги) und Stadnyky (Стадники), seit dem 12. Juni 2020 ist der Ort ein Teil der Stadtgemeinde Nowojaworiwsk.

## Geschichte
Der Ort wurde 1360 zum ersten Mal schriftlich erwähnt und lag zunächst in Polen, kam 1772 als Szkło zum österreichischen Galizien (war seit 1867 dann hier in den Bezirk Jaworów eingegliedert) und war von 1918 bis 1939 ein Teil der Polnischen Republik (im Powiat Jaworów, Woiwodschaft Lwów). Nach dem Ende des Zweiten Weltkrieges fiel der Ort an die Sowjetunion, seit 1991 ist er Teil der heutigen Ukraine. 1969 erhielt das nunmehr Schklo genannte Dorf den Status einer Siedlung städtischen Typs.